# (15618) Lorifritz
(15618) Lorifritz (2000 HF11) – planetoida z pasa głównego asteroid okrążająca Słońce w ciągu 3,46 lat w średniej odległości 2,29 j.a. Odkryta 27 kwietnia 2000 roku.